# Clas Östberg
Clas Andreas Östberg, född 1880 i Vassunda i Uppland, död 1973 i Tullinge i Södermanland, var en svensk advokat och politiker. Han var från 1910 till 1929 drivande i tillblivelsen av villaområdet Tureberg.
Östberg var son till partiledaren Gustaf Fredrik Östberg och Ellen Tisell. Han öppnade 1906 advokatkontor i Stockholm och tjänstgjorde åren 1940-1961 som notarius publicus. 
1910 fick Östberg överta Lennart Palmes köpeavtal för Edsbergs Fastighets AB och fullfölja hans planer på exploateringen av Tureberg. Östberg finansierade därefter själv köpet, tomtindelningen och anläggningen av vägar samt vatten- och avloppsverk, som han själv drev fram till 1913. Tillgångarna överlämnades överlämnades då till Turebergs villaföreningen, som på hans initiativ bildats år 1911. 
Östberg var även politiskt engagerad. Åren 1919-1928 var han ordförande i Sollentuna kommunalfullmäktige. Bland de många direktioner och aktiebolagsstyrelser, av vilka han var ledamot, märks bland annat Arvid Nordquist AB, Stockholms Arbetarhem, Mälarprovinsens bank samt Plåtmanufaktur AB. Under första världskriget var Östberg chef för Röda Korsets invalidutväxling.